# Música de la Antigua Roma

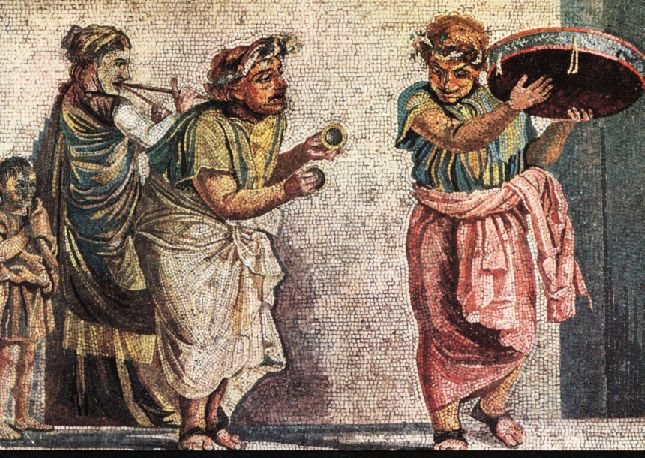
Trío de músicos tocando un aulós, cymbala y tympanum (mosaico de Pompeya).

La música de la Antigua Roma fue parte de la cultura romana desde los tiempos más remotos. Las canciones (carmen) eran una parte integral de casi todos los eventos sociales. El Carmen saeculare de Horacio, por ejemplo, fue encargado por Augusto e interpretada por un coro mixto de niños en los Juegos Seculares del 17 a. C. La música era habitual en los funerales y la tibia (el aulós griego), un instrumento de viento madera, se tocaba en los sacrificios para protegerse de las malas influencias. Bajo la influencia de la teoría griega antigua, se pensaba que la música reflejaba el orden del cosmos y se asociaba particularmente con las matemáticas y el conocimiento.
La música etrusca tuvo una influencia temprana en la de los romanos. Durante el período imperial, los romanos llevaron su música a las provincias, mientras que las tradiciones de Asia Menor, África del Norte y la Galia se convirtieron en parte de la cultura romana.
La música acompañaba espectáculos y eventos en la arena, y era parte de la forma de artes escénicas llamada pantomima (pantomimus), una forma temprana de ballet narrativo que combinaba danza expresiva, música instrumental y un libreto cantado.

## Monarquía

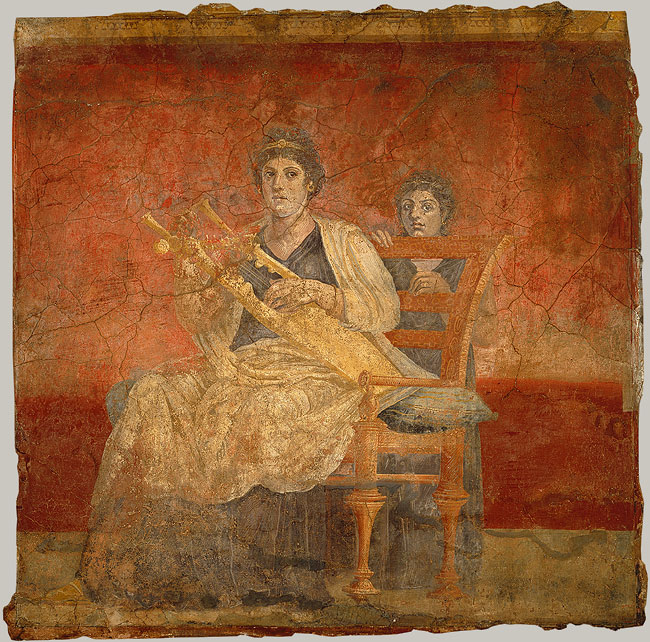
Mujer tocando una khitara

Los romanos en un principio fueron demasiado bárbaros y demasiado guerreros para cultivar las artes y en especial la música. Las primeras ideas que tuvieron de ella les vino de los etruscos, pero grosera e informe y sin principio alguno. Según Dionisio de Halicarnaso, Rómulo y Remo, habiendo sido educados en casa de Fáustulo, allí aprendieron la literatura, el ejercicio de las armas y la música. Dice el mismo autor, que los arcadios llevaron a Italia las primeras letras griegas y la música instrumental, la cual se limitaba entonces a ciertos aires tocados en una especie de lira o en dos instrumentos llamados trigon y lidio. Antes de este tiempo no se conocía en la península itálica, sino las flautillas de los pastores. En tiempo de Rómulo o poco después de él, se tocaba la flauta y los címbalos en los sacrificios que se hacían a la diosa Cibeles. Numa Pompilio escogió para ella los patricios que tuvieran hermosa figura, a quienes llamó Saliens cuyas funciones se limitaban a cantar himnos en honor del dios de la guerra. Servio Tulio mandó que dos siglos enteros se compusieran de trompetas y cuernos.

## República
Según escribe Horacio, Lucio fue el primero que en el año 510 a. C. inventó en Roma una comedia que solo consistía en recitar versos acompañados de tocadores de flauta y después por otros de cuerda. Bajo el consulado de Lucio Emilio Paulo en el año 219 a. C. en Roma la música apareció con mayor brillo y se introdujo en los festines, entonces se concedieron privilegios a todos los músicos de los demás países que quisieran establecerse en Roma. Poco tiempo después Manlio, para que su triunfo fuera más magnífico, hizo venir de diferentes países y sobre todo de Grecia los músicos más afamados y desde entonces, la música contribuyó en gran parte al esplendor de las fiestas y sacrificios...

## Imperio

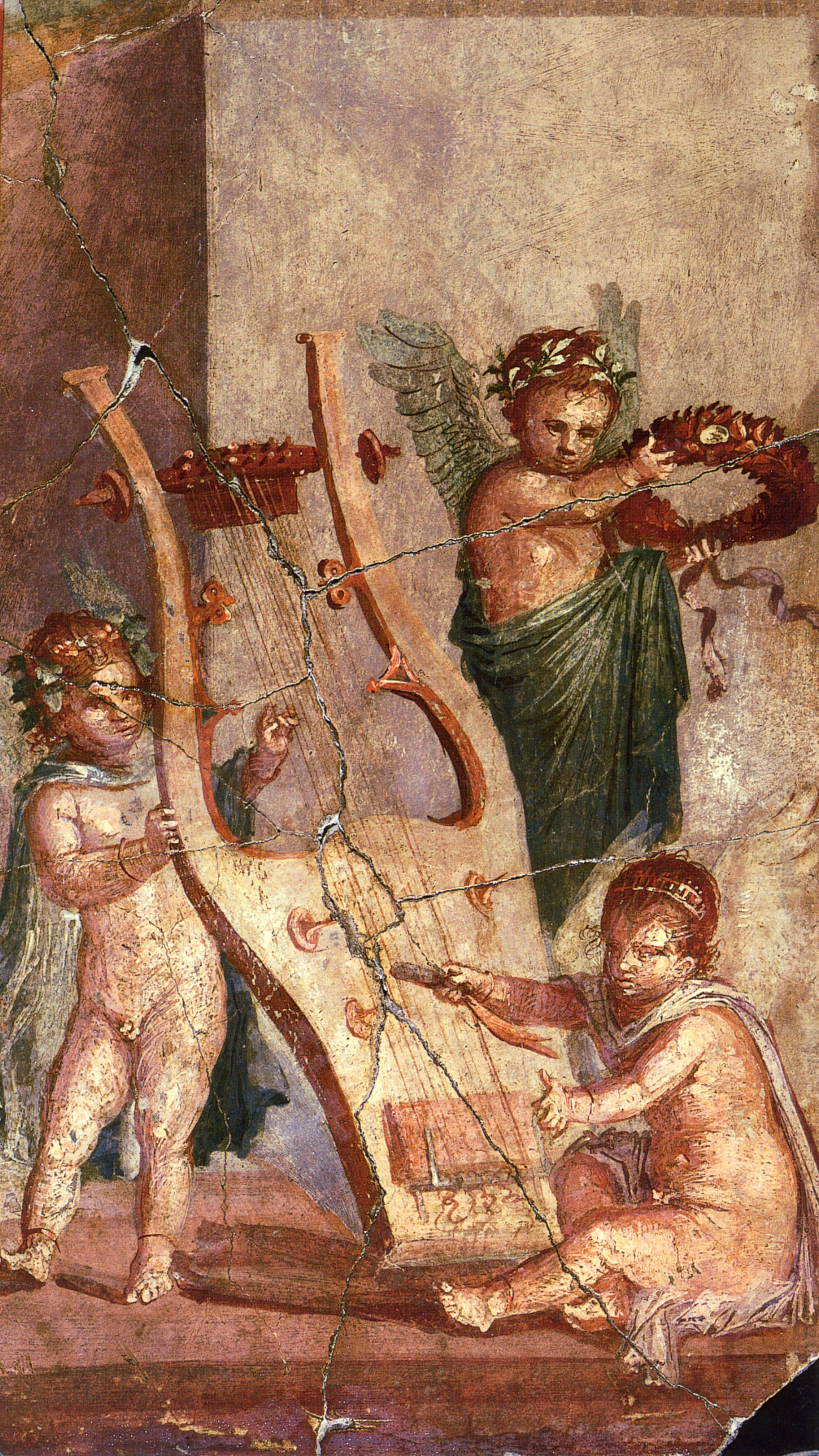
Cupidos tocando la lira (s. I d. C., Herculano).

En el espectáculo de Naumaquia que dio César en el lago Fuccino cerca de Roma, se dijo que había en él muchos millares de músicos y mujeres que cantaban y tocaban instrumentos. En la pompa fúnebre de este dictador, los músicos arrojaron sobre su hoguera sus instrumentos y los trofeos con que acostumbraban hermosear el teatro.
Augusto no fue un apasionado de la música, pero su reinado no fue desfavorable a este arte. Considerando que los espectáculos eran un medio excelente para contener y distraer al pueblo, no solamente dio a menudo fiestas semejantes a las sobredichas sino que también mandó que todas las piezas de teatro y de música, antes de ejecutarse en público, fueran examinadas y aprobadas por unos magistrados particulares llamados Edites. Desde el tiempo de este emperador data el uso de manifestar su satisfacción o su descontento por medio de aplausos o de silbidos: recompensaba a aquellos que en los espectáculos públicos superaban a los otros y era el primero en demostrar su satisfacción aplaudiéndolos.
La muerte de Augusto fue la decadencia de la música pues Tiberio, con motivo de un asesinato cometido en el teatro desterró a los músicos, a los cómicos y a muchos de los espectadores. Calígula hizo volver a Roma los músicos y los cómicos y les colmó de beneficios. Los historiadores dicen que cantaba muy bien teniendo por favorito a un cierto Néstor que pasaba por buen cantor y buen actor. Claudio que le sucedió, protegió también a los músicos, les distribuyó no tan solo los salarios acostumbrados sino también coronas de oro, pero prefería los combates de los gladiadores a las piezas de teatro.
Nerón devolvió a la música todo su esplendor cultivándola él también como profesor. Tenía hermosa voz, cantaba muy bien y tocaba la lira y la cítara de manera que podía disputar el premio en los juegos públicos. Sería larga de enumerar las extravagancias de este Emperador para ser tenido por músico hábil. Su locura llegó a tal extremo por la música que la reputó como el principal elemento de la felicidad del imperio y esto contribuyó a que los romanos la despreciaran en lo sucesivo.
Desde entonces nada se encuentra que nos pueda dar un conocimiento exacto de lo que fue la música entre los romanos hasta la decadencia del Imperio, después de la cual se apoderaron los griegos que fueron a fijar su residencia en Roma.